# Helvy Tiana Rosa
Helvy Tiana Rosa (Medas, 2 de abril de 1970) é uma dramaturga e escritora Indonésia. Rosa é professora de literatura na Universidade do Estado de Jacarta. É reconhecida como uma influenciadora muçulmana. Fundou o Fórum Lingkar Pena que incentiva jovens escritores, em 1997.
Rosa foi incluída numa lista dos 500 muçulmanos mais influentes. Ela usa seus contos para encorajar seus leitores a aspirar por um "estado" islâmico.

## Biografia
Rosa nasceu em Medas em 1970, mas mudou-se para Jacarta, onde nasceu a sua irmã Asma Nadia, que também se tornou escritora. Foi para a Universitas Indonesia e obteve uma licenciatura em literatura árabe. Durante a universidade, ela escreveu e dirigiu as suas próprias peças de teatro. Ela obteve um mestrado. Rosa casou-se com Widanardi Satryatomo em 1995.

## Importância da obra
Através da sua obra Helvy Tiana Rosa explora os temas de conflitos, religião e os efeitos da violência (em especial contra as mulheres) e migrações na sociedade. Escreveu inúmeras histórias sobre violações, assassinatos, mutilação e destruição que ocorreram às mãos dos militares indonésios e, mais particularmente, Kopassus (Forças Especiais Indonésias). 
O seu conto "As Redes Vermelhas" (Jaring-jaring Merah) foi escolhida como um dos mais importantes da década de 1990, pela influente revista "Horison". Ela já publicou mais de 50 obras que foram traduzidas para o inglês, alemão, árabe, sueco, japonês e francês. Ela fundou o site para jovens escritores, denominado Fórum Lingkar Pena e editou a revista Islâmica para adolescentes conhecida como Annida. Ela é conhecida por ter uma abordagem muçulmana no seu trabalho. Ela escreve sobre a forma como as mulheres vivem numa cultura islâmica dominada por homens. Ela escreve contra o permissivo uso da pornografia.

## Obras
- Bukavu (2008).